# Франсиско Фернандез
Франсиско Фернандез (19. август 1975) бивши је чилеански фудбалер.

## Репрезентација
За репрезентацију Чилеа дебитовао је 2000. године. За национални тим одиграо је 2 утакмице.

## Статистика
| Чиле   | Чиле | Чиле |
| Год.   | Ута. | Гол. |
| ------ | ---- | ---- |
| 2000   | 2    | 0    |
| Укупно | 2    | 0    |